# Équipe de Bolivie masculine de volley-ball
Cet article traite de l'équipe masculine. Pour l'équipe féminine, voir Équipe de Bolivie féminine de volley-ball.
L'équipe de Bolivie de volley-ball est composée des meilleurs joueurs boliviens sélectionnés par la Fédération bolivienne de volley-ball (Federación Boliviana de Voleibol, FBV). Elle n'est actuellement pas classée à la FIVB au 15 janvier 2010.

## Sélection actuelle
Sélection pour les Qualifications aux championnats du Monde de 2010.

Entraîneur :  David Espinosa Kippes ; entraîneur-adjoint :  Edwin Iglesias C.

## Palmarès et parcours

### Parcours

#### Championnat d'Amérique du Sud
| - 1951 : non participant - 1956 : non participant - 1958 : non participant - 1961 : non participant - 1962 : non participant - 1964 : non participant - 1967 : non participant - 1969 : non participant - 1971 : 8e - 1973 : non participant | - 1975 : non participant - 1977 : 6e - 1979 : non participant - 1981 : non participant - 1983 : non participant - 1985 : non participant - 1987 : non participant - 1989 : non participant - 1991 : non participant - 1993 : non participant | - 1995 : non participant - 1997 : non participant - 1999 : non participant - 2001 : non participant - 2003 : non participant - 2005 : non participant - 2007 : non participant - 2009 : non participant |